# Elecciones parlamentarias de Escocia de 2007

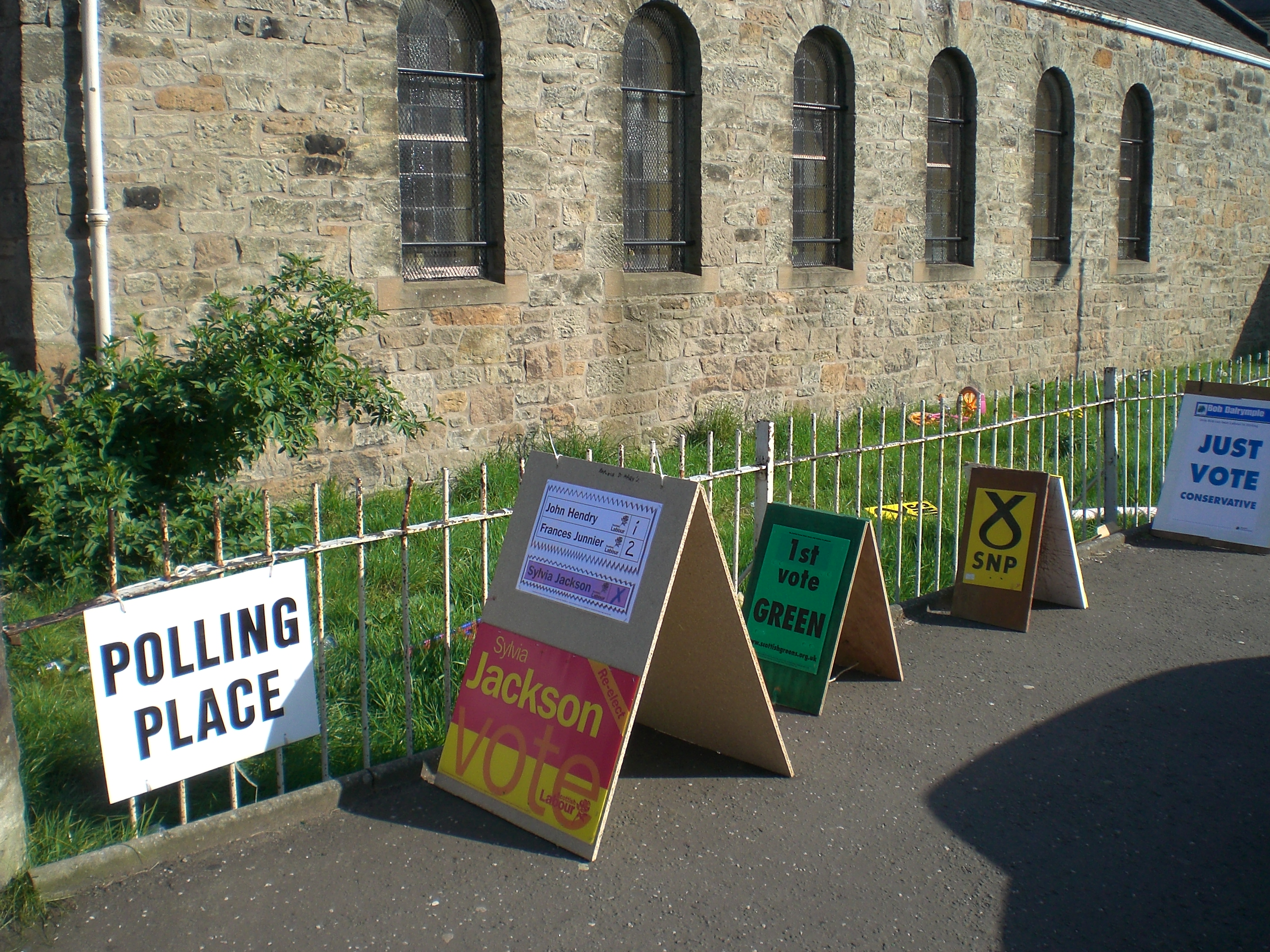
Exterior del colegio electoral de St. Marks Church Hall, en Stirling, durante las elecciones al Parlamento escocés del 3 de mayo de 2007.

Las elecciones al Parlamento escocés de 2007 se celebraron el jueves 3 de mayo de 2007 y son la tercera convocatoria electoral desde que entrara en funcionamiento el Parlamento escocés, tras la Ley de Escocia de 1999. Las elecciones coincidieron con las elecciones municipales en todos los municipios de Escocia, así como con las elecciones a la Asamblea Nacional de Gales y elecciones municipales en diversas villas y ciudades de Inglaterra y Gales.
A pesar de que los nacionalistas fueron la agrupación más votada, los tres grandes partidos "lealistas" a la Corona (Laborista, Conservador y Liberal-Demócrata) obtuvieron conjuntamente el 65% de los votos y 79 escaños de los 129 del Parlamento.

## Resultados
| Partido | Partido                              | Circunscripciones | Circunscripciones | Circunscripciones | Circunscripciones | Circunscripciones | Regiones  | Regiones | Regiones | Regiones | Regiones | Total   | Total |
| ------- | ------------------------------------ | ----------------- | ----------------- | ----------------- | ----------------- | ----------------- | --------- | -------- | -------- | -------- | -------- | ------- | ----- |
| Partido | Partido                              | Votos             | %                 | +/-               | Escaños           | +/-               | Votos     | %        | +/-      | Escaños  | +/-      | Escaños | +/-   |
|         | Partido Nacional Escocés             | 664.227           | 32,9              | +9,1              | 21                | +12               | 633.401   | 31,0     | +10,2    | 26       | +8       | 47      | +20   |
|         | Partido Laborista                    | 648.374           | 32,2              | -2,5              | 37                | -9                | 595.415   | 29,2     | -0,1     | 9        | +5       | 46      | -4    |
|         | Partido Conservador                  | 334.743           | 16,6              | -0,0              | 4                 | +1                | 284.005   | 13,9     | -1,6     | 13       | -2       | 17      | -1    |
|         | Partido Liberal-Demócrata            | 326.232           | 16,2              | +0,9              | 11                | -2                | 230.671   | 11,3     | -0,5     | 5        | +1       | 16      | -1    |
|         | Partido Verde Escocés                | 2.971             | 0,2               | +0,2              | 0                 | 0                 | 82.584    | 4,0      | -2,8     | 2        | -5       | 2       | -5    |
|         | Independiente                        | 25.047            | 1,2               | -1,2              | 0                 | -2                | 21.320    | 1,0      | -0,7     | 1        | +1       | 1       | -1    |
|         | Scottish Senior Citizens Unity Party | 1.702             | 0,1               | +0,0              | 0                 | 0                 | 38.743    | 1,9      | +0,4     | 0        | -1       | 0       | -1    |
|         | Solidaridad                          | -                 | -                 | -                 | -                 | -                 | 31.066    | 1,5      | +1,5     | 0        | 0        | 0       | 0     |
|         | Partido Cristiano Escocés            | 4.586             | 0,2               | +0,2              | 0                 | 0                 | 26.575    | 1,3      | +1,3     | 0        | 0        | 0       | 0     |
|         | Partido Nacional Británico           | -                 | -                 | -                 | -                 | -                 | 24.616    | 1,2      | +1,1     | 0        | 0        | 0       | 0     |
|         | Otros                                | 9.096             | 0,5               |                   | 0                 |                   | 73.713    | 3,6      |          | 0        |          | 0       |       |
| Total   | Total                                | 2.016.978         | 100,00            |                   | 73                |                   | 2.042.109 | 100,00   |          | 56       |          | 129     |       |